# Bryan Staring
Bryan Staring (* 1. Juni 1987 in Perth) ist ein australischer Motorradrennfahrer.

## Karriere

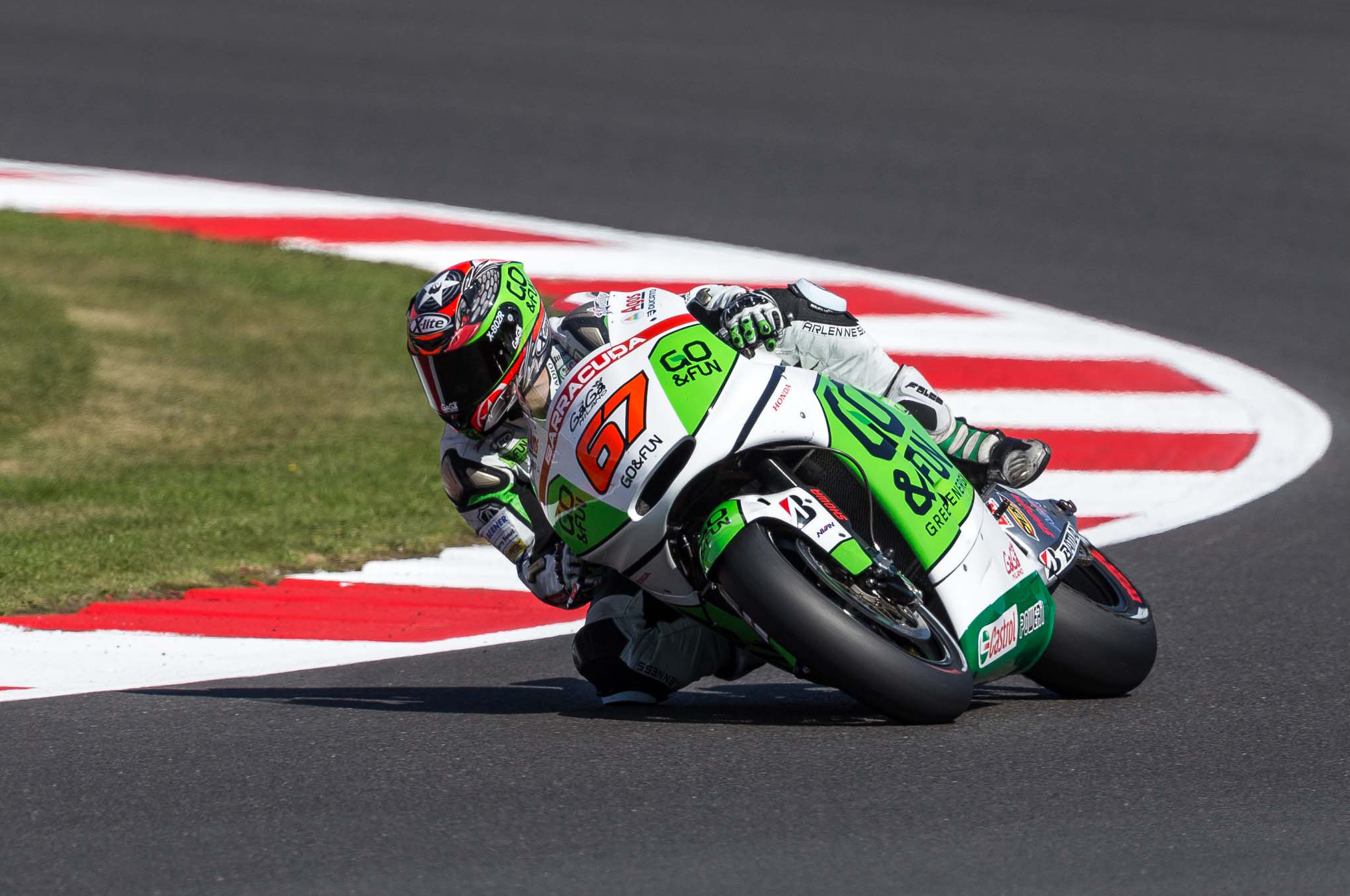
Bryan Staring beim Rennen der MotoGP-Klasse am Silverstone Circuit, 2013

2004 wurde Staring Meister der australischen 125-cm³-Meisterschaft. Im gleichen Jahr nahm er als Wildcard-Fahrer in dieser Klasse an seinem Heimrennen in Australien zur Motorrad-Weltmeisterschaft teil und überquerte die Ziellinie auf Rang 29.
2009 gewann er den Titel in der Australian Supersport Championship. 2010 wurde er Meister im Australian Superbike Championship. Durch diese Erfolge wurde er mit dem Australian Rider of the Year Award 2010 ausgezeichnet.
2011 fuhr Staring für das italienische Team Pedercini im FIM Superstock 1000 Cup. Mit 56 Punkten belegte er Rang elf im Schlussklassement. Zugleich nahm er in diesem Jahr an zwei Wildcard-Einsätzen in der Superbike-Weltmeisterschaft teil. 2012 wurde Staring im FIM Superstock 1000 Cup mit drei Siegen hinter Sylvain Barrier Vizemeister. Wie bereits im Vorjahr nahm Staring auch in diesem Jahr an zwei Wildcard-Einsätzen in der Superbike-WM teil.
Für 2013 erhielt er im Team GO&FUN Honda Gresinieinen Stammplatz in der MotoGP-Klasse.
In der Saison 2018 nahm er nach fünf Jahren Unterbrechung wieder an der Motorrad-Weltmeisterschaft teil und fuhr in der Moto2-Klasse für Tech 3 sein Heimrennen in Australien.

## Statistik in der Motorrad-Weltmeisterschaft
| Saison | Klasse  | Motorrad  | Rennen | Siege | Podien | Poles | Punkte | Ergebnis |
| ------ | ------- | --------- | ------ | ----- | ------ | ----- | ------ | -------- |
| 2004   | 125 cm³ | Honda     | 1      | –     | –      | –     | –      | –        |
| 2013   | MotoGP  | FTR-Honda | 18     | –     | –      | –     | 2      | 26.      |
| 2018   | Moto2   | Tech 3    | 1      | –     | –      | –     | –      | –        |
| Gesamt | Gesamt  | Gesamt    | 20     | 0     | 0      | 0     | 2      |          |